# Early Edition

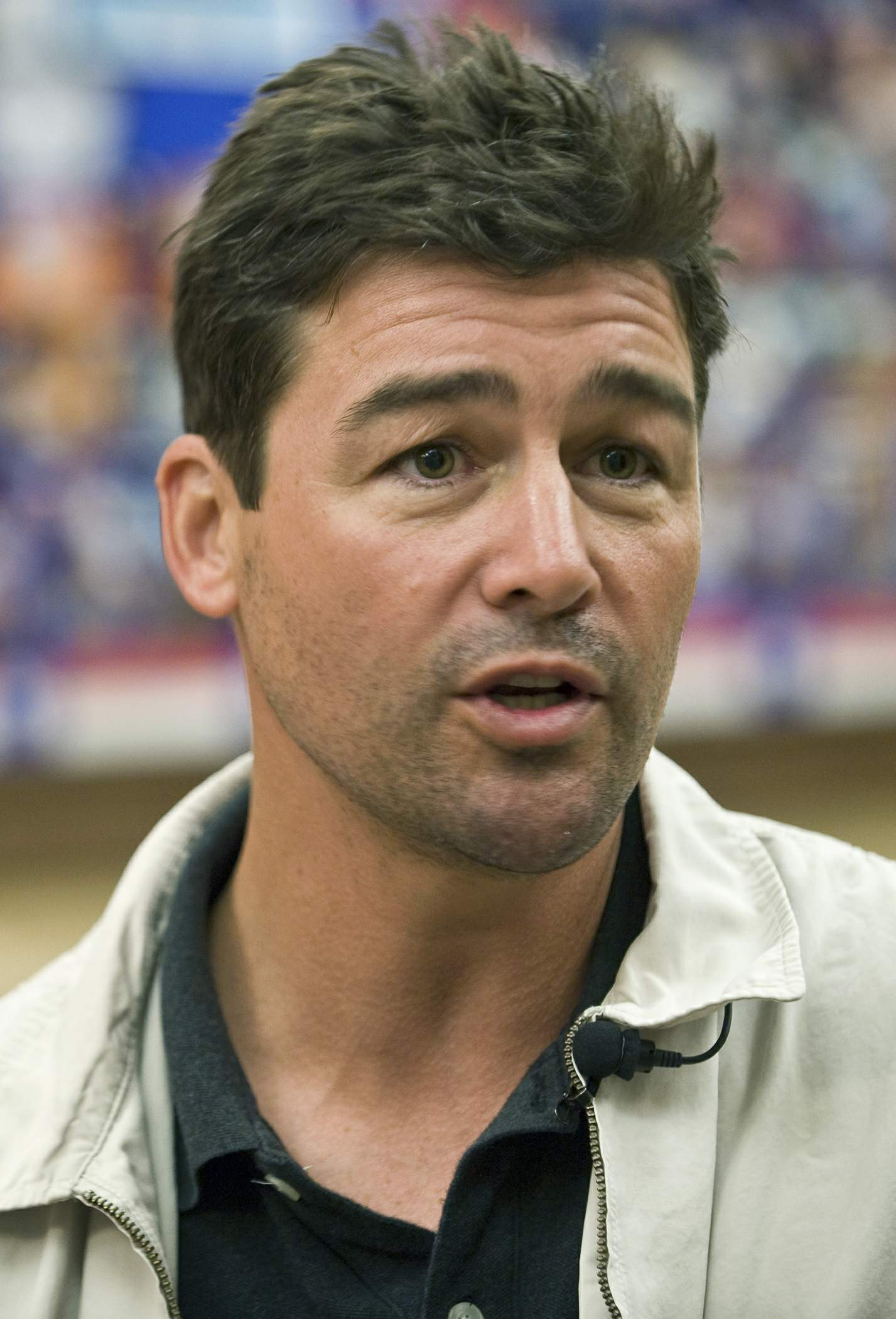
Hoofdrolspeler Kyle Chandler

Early Edition is een Amerikaanse dramaserie. De televisieserie liep van 28 september 1996 tot eind 2000.
De serie werd in Chicago geproduceerd door Angelica Films. Momenteel zijn de rechten van de serie in handen van NBC Universal.
De serie werd uitgezonden op onder andere CBS, Hallmark Channel en de Vlaamse openbare omroep Eén.

## Beschrijving
Early Edition is een dramaserie met een hoog fantasy- en familiefilmgehalte.
Hoofdpersonage Gary Hobson is een aandelenmakelaar uit Chicago. Als zijn vrouw besluit dat ze geen zin meer heeft in het huwelijk, gooit ze hem het huis uit. Gary neemt zijn intrek in een hotel. De eerste ochtend in het hotel ligt er een krant voor de deur. Hij komt erachter dat het geen normale krant is: het is de krant van morgen. Vanaf dat moment heeft hij 24 uur om alle slechte dingen die in de krant staan te voorkomen. Dit brengt hem in bizarre, vervelende en grappige situaties. Samen met zijn vrienden Marissa Clark en Chuck Fishman probeert hij de dag door te komen en de stad en haar inwoners te behoeden voor rampen en onheil.
Aan het begin van het 2e seizoen brandt de verdieping waar Gary verblijft volledig uit. Hij krijgt de kans een bar over te nemen en vanaf dat moment is McGinty's pub zijn uitvalsbasis.
Wanneer Chuck later de stad verlaat om films te gaan produceren in Hollywood, krijgt Gary hulp van zijn barman Patrick Quinn en zijn barmanager Erica Paget, met wie hij ook een tijdje een relatie heeft.

## Rolverdeling
| Acteur                  | Personage                   |
| ----------------------- | --------------------------- |
| Kyle Chandler           | Gary Hobson                 |
| Shanesia Davis-Williams | Marissa Clark               |
| Fisher Stevens          | Chuck Fishman               |
| Billy Worley            | Patrick Quinn               |
| William Devane          | Bernie Hobson               |
| Kristy Swanson          | Erica Paget                 |
| Myles Jeffrey           | Henry Paget                 |
| Ron Dean                | Detective Marion Zeke Crumb |
| Tess Harper             | Lois Hobson                 |

## Trivia
- Universal, eigenaar van de rechten van deze serie, was in eerste instantie niet van plan de serie op dvd uit te brengen. Na een digitale handtekeningenactie van de fans kwam in juli 2008 het eerste seizoen uit op dvd.
- Tijdens het filmen van de serie werd er daadwerkelijk een speciale krant gedrukt door de Chicago Sun-Times. In sommige afleveringen wordt een 'oude' editie gebruikt, omdat het drukken van 90 speciale edities erg duur werd.